# Del McCoury
Delano Floyd McCoury (nacido el 1 de febrero de 1939) es un músico estadounidense de bluegrass. Como líder de Del McCoury Band, toca la guitarra y canta la voz principal junto con sus dos hijos, Ronnie McCoury y Rob McCoury, quienes tocan la mandolina y el banjo respectivamente. En junio de 2010, recibió un premio a la trayectoria de la National Heritage Fellowship del Fondo Nacional para las Artes y en 2011 fue elegido miembro del Salón Internacional de la Fama de la Música Bluegrass.

## Biografía
McCoury ha tenido una larga carrera en bluegrass. En 1963 entró a formar parte de los Blue Grass Boys de Bill Monroe, aunque originalmente fue contratado para tocar el banjo, también se desempeñó como vocalista y guitarrista,participado en la primera aparición de la banda en el mítico programa Grand Ole Opry. McCoury formó parte brevemente con los Golden State Boys en 1964 antes de aceptar una serie de trabajos diurnos en la construcción y la tala, mientras continuaba trabajando como músico aficionado en los estados de Maryland, Virginia y Pensilvania. 
En la década de 1980, sus hijos empezaron a actuar con él. El violinista Tad Marks y el bajista Mike Brantley se unieron al grupo de McCoury a principios de los noventa y el grupo realizó numerosas giras por todo Estados Unidos.  Cuando comenzaron a llamar la atención se instalaron en Nashville (Tennessee). El violinista Jason Carter y el bajista Mike Bub se unieron en 1992. Alan Bartram se unió a la banda como bajista en 2005. McCoury se convirtió en miembro del Grand Ole Opry en octubre de 2003.
McCoury también fue uno de los muchos artistas en el Clearwater Concert, un evento que se celebró para conmemorar el 90 cumpleaños de Pete Seeger en el Madison Square Garden el 3 de mayo de 2009.
McCoury ha influido en un gran número de bandas, entre ellas Phish, con quienes ha compartido escenario en varias ocasiones,   y que han versionado sus canciones.  También actuó con The String Cheese Incident y Donna the Buffalo, y grabó con Steve Earle.  McCoury ha versionado canciones de artistas tan diversos como The Lovin' Spoonful, Tom Petty y Richard Thompson.  Ha aparecido en festivales como MerleFest, Bonnaroo, High Sierra,  Hardly Strictly Bluegrass, The Telluride Bluegrass Festival y Newport Folk Festival .  Sus apariciones en televisión incluyen Late Night with Conan O'Brien y Late Show with David Letterman . 
En octubre de 2009, The Del McCoury Band comenzó a ofrecer a sus fans grabaciones de sus actuaciones en lápices de memoria USB disponibles inmediatamente después de sus conciertos. 
En junio de 2010, McCoury recibió un premio a la trayectoria del Fondo Nacional para las Artes en el campo de las artes populares y tradicionales, incluido un estipendio de 25.000 dólares. 
En 2012, se unió al panel de jueces de la undécima  edición anual de los Independent Music Awards para ayudar en las carreras de los músicos independientes.

## DelFest

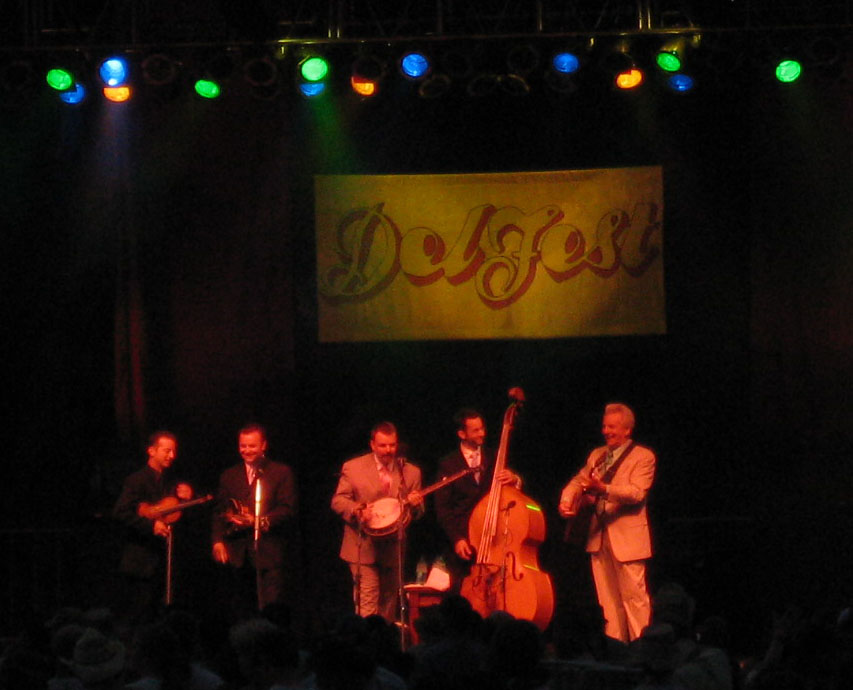
Del McCoury Band en el segundo DelFest anual (2009)

En 2008, Del McCoury inició DelFest, un festival anual de bluegrass en Cumberland (Maryland), que se lleva a cabo en el recinto ferial del condado de Allegany.  Del McCoury Band toca todas las noches en cada uno de los festivales.
El quinto DelFest anual tuvo lugar en mayo de 2012,  y se presentaron importantes artistas de bluegrass, como Steve Martin con los Steep Canyon Rangers, Yonder Mountain String Band, Leftover Salmon, Infamous Stringdusters, Railroad Earth, Béla Fleck y Sam Bush.
En años anteriores, han actuado artistas como Peter Rowan, David Grisman, Jesse McReynolds, The Avett Brothers, Old Crow Medicine Show, Trampled by Turtles, Greensky Bluegrass y Psychograss .
El 14º DelFest tuvo lugar en mayo de 2022, tras un retraso de dos años provocado por la pandemia de COVID-19 . 

## Premios y honores
Del McCoury ha ganado 31 premios de la Asociación Internacional de Música Bluegrass, incluido el de Artista del Año cuatro veces consecutivas  (nueve en total).  También ha ganado cuatro veces el premio al Vocalista Masculino del Año de IBMA. En 2004 fue nominado al premio Grammy al Mejor Álbum de Bluegrass por It's Just The Night, y en 2006 ganó su primer premio Grammy, en la misma categoría, por The Company We Keep .  En 2014, McCoury fue nominado y ganó su segundo premio Grammy por The Streets of Baltimore.  Recibió una Beca de Patrimonio Nacional en 2010 otorgada por el Fondo Nacional para las Artes, que es el más alto honor del gobierno de los Estados Unidos en las artes populares y tradicionales.  McCoury recibió el premio Bluegrass Star, presentado por la Bluegrass Heritage Foundation, en 2015. El premio se otorga a los artistas de bluegrass que realizan un trabajo ejemplar al promover la música bluegrass tradicional y llevarla a nuevas audiencias preservando al mismo tiempo su carácter y herencia. 

### Premios de la Asociación Internacional de Música Bluegrass

Del McCoury Band en 2007

- 1990 Vocalista Masculino del Año - Del McCoury [17]
- 1991 Vocalista Masculino del Año - Del McCoury
- 1992 Vocalista Masculino del Año - Del McCoury [17]
- Artista del año 1994: The Del McCoury Band
- 1994 Álbum del año: Deeper Shade of Blue ; Del McCoury
- 1996 Grupo Instrumental del Año - The Del McCoury Band
- Artista del año 1996: Del McCoury
- 1996 Vocalista Masculino del Año - Del McCoury
- 1997 Grupo Instrumental del Año - The Del McCoury Band
- Artista del año 1997: The Del McCoury Band
- 1997 Álbum del año – True Life Blues – Las canciones de Bill Monroe ; Sam Bush, Vassar Clements, Mike Compton, Jerry Douglas, Stuart Duncan, Pat Enright, Greg Garing, Richard Greene, David Grier, David Grisman, John Hartford, Bobby Hicks, Kathy Kallick, Laurie Lewis, Mike Marshall, Del McCoury, Ronnie McCoury, Jim Nunally, Scott Nygaard, Mollie O'Brien, Tim O'Brien, Alan O'Bryant, Herb Pedersen, Todd Phillips, John Reischman, Peter Rowan, Craig Smith, Chris Thile, Tony Trischka, Roland White .
- 1998 Artista del año: The Del McCoury Band [17]
- 1999 Artista del año: The Del McCoury Band [17]
- Artista del año 2000: The Del McCoury Band
- Artista del año 2002: The Del McCoury Band
- 2002 Canción del año – 1952 Vincent Black Lightning ; The Del McCoury Band (artistas), Richard Thompson (escritor)
- Artista del año 2003: The Del McCoury Band
- Artista del año 2004: The Del McCoury Band
- Álbum del año 2004: It's Just the Night ; La banda Del McCoury

## Discografía

### Álbumes en solitario
- 1968: Del McCoury Sings Bluegrass ( Arhoolie ) reeditado en 1992 como I Wonder Where You Are Tonight con dos temas inéditos.
- 1971: Livin' on the Mountain ( Rebelde ) estrenado en 1976
- 1971: Collector's Special (Grassound) lanzado en 1976
- 1974: Our Kind of Grass ( Rebel SLP-1569) lanzado en 1978
- 1975: Del McCoury ( Rebelde SLP 1542)
- 1988: Don't Stop The Music ( Más redondo )

### Con The GrooveGrass Boyz
- 1998: GrooveGrass® 101 con GrooveGrass Boyz™

### Con la Del McCoury Band
- 1992: Blue Side of Town
- 1993: A Deeper Shade of Blue
- 1996: The Cold Hard Facts
- 1999: The Mountain (con Steve Earle)
- 1999: The Family
- 2001: Del and the Boys
- 2003: It's Just the Night
- 2005: The Company We Keep
- 2006: The Promised Land
- 2008: Moneyland
- 2009: Family Circle
- 2011: American Legacies (con the Preservation Hall Jazz Band)
- 2012: Old Memories
- 2013: The Streets of Baltimore
- 2016: Del and Woody
- 2017: Del McCoury Still Sings Bluegrass

### Como The McCoury Brothers (con Jerry McCoury)
- 1987: The McCoury Brothers (Rounder)

### Con The Dixie Pals
- 1973: High on a Mountain (Rounder)
- 1975: Del McCoury And The Dixie Pals (Revonah R-916)
- 1980: Live in Japan (Copper Creek)
- 1981: Take Me To The Mountains (Leather LBG-8107) reissued in 1983 as Rebel REB 1622)
- 1983: Best Of Del McCoury And The Dixie Pals (Rebel REB 1610)
- 1985: Sawmill (Rebel REB 1636)
- 1991: Classic Bluegrass (Rebel) recopilatorio 1974-1984 Rebel Records recordings

### Con Mac Wiseman yDoc Watson
- 1998: Del Doc y Mac ( Sugar Hill )